# Кеті Стівенс
Кеті Стівенс (англ. Katie Stevens, нар. 8 грудня 1992, Саутбері, Коннектикут, США) — американська акторка та співачка, відома тим, що посіла восьме місце в дев'ятому сезоні «American Idol» і знялася в телесеріалах «Фальсифікація» та «Жирний шрифт»

## Біографія
Стівенс виросла в Міддлбері, штат Коннектикут, батьки Марк та Клара (уроджена Франциско) Стівенс. Вона закінчила середню школу Помперауг у Саутбері в червні 2010 року. Її назвали найкращим підлітком у Вестбері 2009 року на конкурсі стипендій Greater Watertown.
Стівенс має португальське походження з боку матері та розмовляє португальською . Вона відіграла важливу роль у створенні Меморіального стипендіального фонду Евана Ганьйона, який надає стипендії коледжу старшокласникам середньої школи Помперауг (Еван Ганьон, який помер у січні 2009 року у віці двох років, був сином вчителя іспанської мови Стівенса). Протягом чотирьох років вона була членом університетської команди з плавання середньої школи Помперауг. Стівенс вперше виступила перед публікою у віці п'яти років, коли вона заспівала національний гімн на вечірці для політика у своєму рідному місті.
Коли їй було сім років, вона заспівала «From This Moment On» на весіллі тітки. Вона давно бере активну участь у своїй місцевій театральній спільноті. Вона зіграла Дороті як у дитячому театрі BSS, так і в виставі «Чарівник країни Оз» у театрі Мейн Стріт. У Main Street Theatre Стівенс також зіграла роль Шарпея в «Шкільний мюзикл» і «The Cat» в Honk. Вона зіграла Неллі Форбуш у фільмі «Південна частина Тихого океану середньої школи Помперауг» разом із Гері Дваєром у ролі Еміля ДеБека. Вона виступала в Карнеґі-хол у віці 13 років.

## Кар'єра

### 2009–10

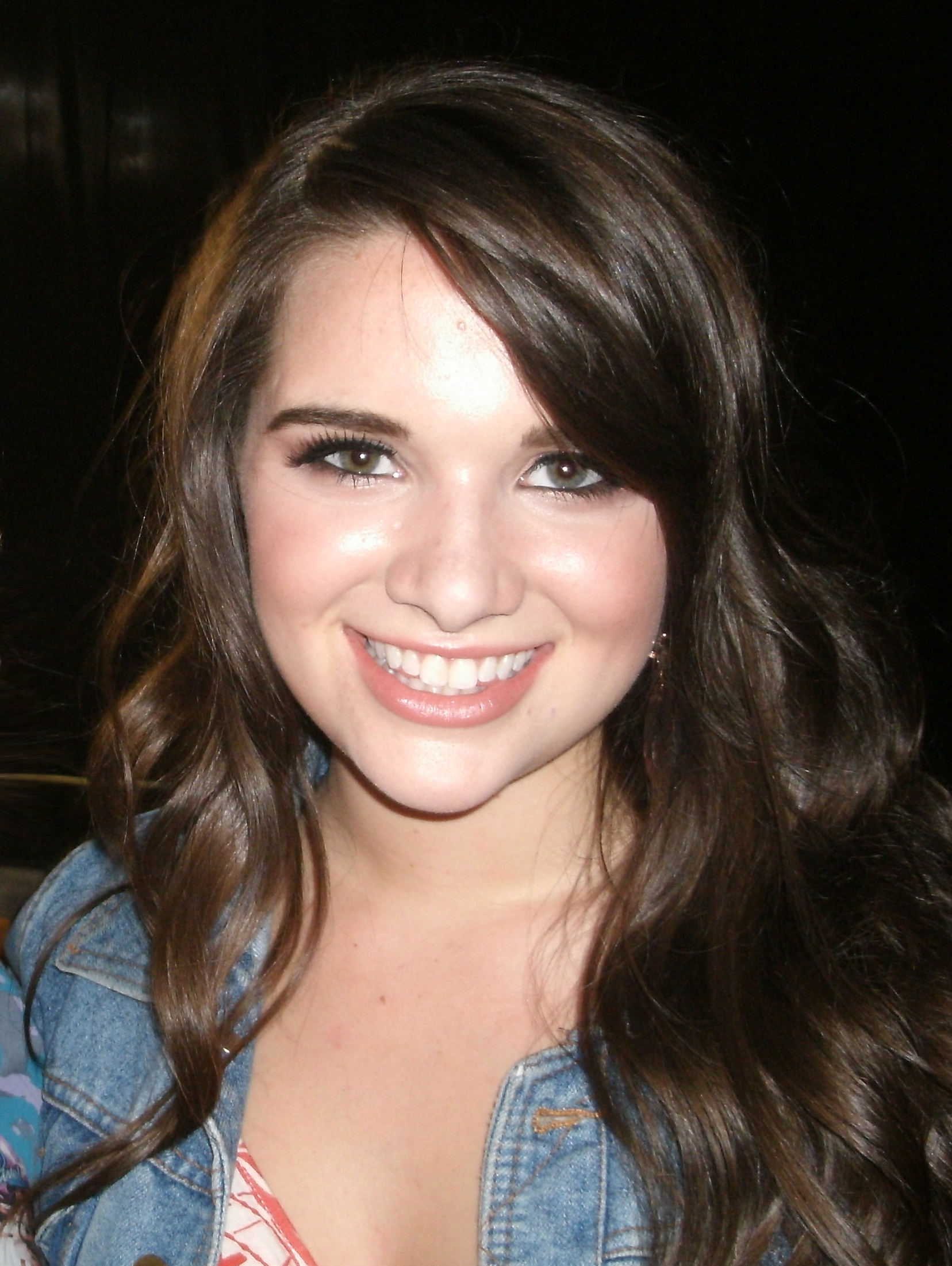
Stevens in July 2010

13 серпня 2009 року вона пройшла прослуховування для American Idol у Бостоні, штат Массачусетс, і заспівала «Нарешті», де всі четверо суддів (включаючи запрошену суддю Вікторію Бекхем) направили її до Голлівуду. На прослуховуванні в Бостоні суддя Кара ДіоГварді назвала її однією з найталановитіших 16-річних, яких вона коли-небудь бачила. У Голлівуді DioGuardi зробив прогноз: «Ви можете бути потенційним переможцем». 24 березня 2010 року Стівенс опинився в останній 3-й частині під час ночі вибування разом з Пейдж Майлз і Тімом Урбаном. Її оголосили безпечною, що дало їй місце в літньому турі American Idol.
Більшість критики, яку судді давали їй, стосувалися її висоти, віку та вибору пісні. Під час виконання пісні «Chain of Fools» ДіоГварді сказала їй, що знайшла своє місце: ритм-енд-блюз — поп, але їй потрібно працювати над тим, щоб бути молодшою. Наступної ночі вона опинилася в останній трійці, але була оголошена безпечною, помістивши її в топ-9.
Усі судді вважали, що її виконання «Let It Be» потрапило до 9 найкращих. Еллен Дедженерес заявила, що після цього виступу вона не опиниться в останній трійці. Саймон Ковелл сказав, що вона зробила те, що їй сказали, будучи кантрі, тоді як Кара та Ренді не погодилися, висловивши думку, що вона більше схильна до R&B. Тим не менш, її виступ забезпечив їй місце в 8 найкращих. Однак 9 найкращих залишалися недоторканими ще тиждень завдяки порятунку суддів Майкла Лінча. Її виключили з American Idol наступного тижня, 14 квітня, разом з Ендрю Гарсією. Її вибуття стало другим у ніч подвійного вибуття. З 1 липня по 31 серпня 2010 року Стівенс гастролював з American Idols LIVE! Тур 2010. На гастролях вона співала «Here We Go Again» і «Fighter».

### 2010– теперішній час

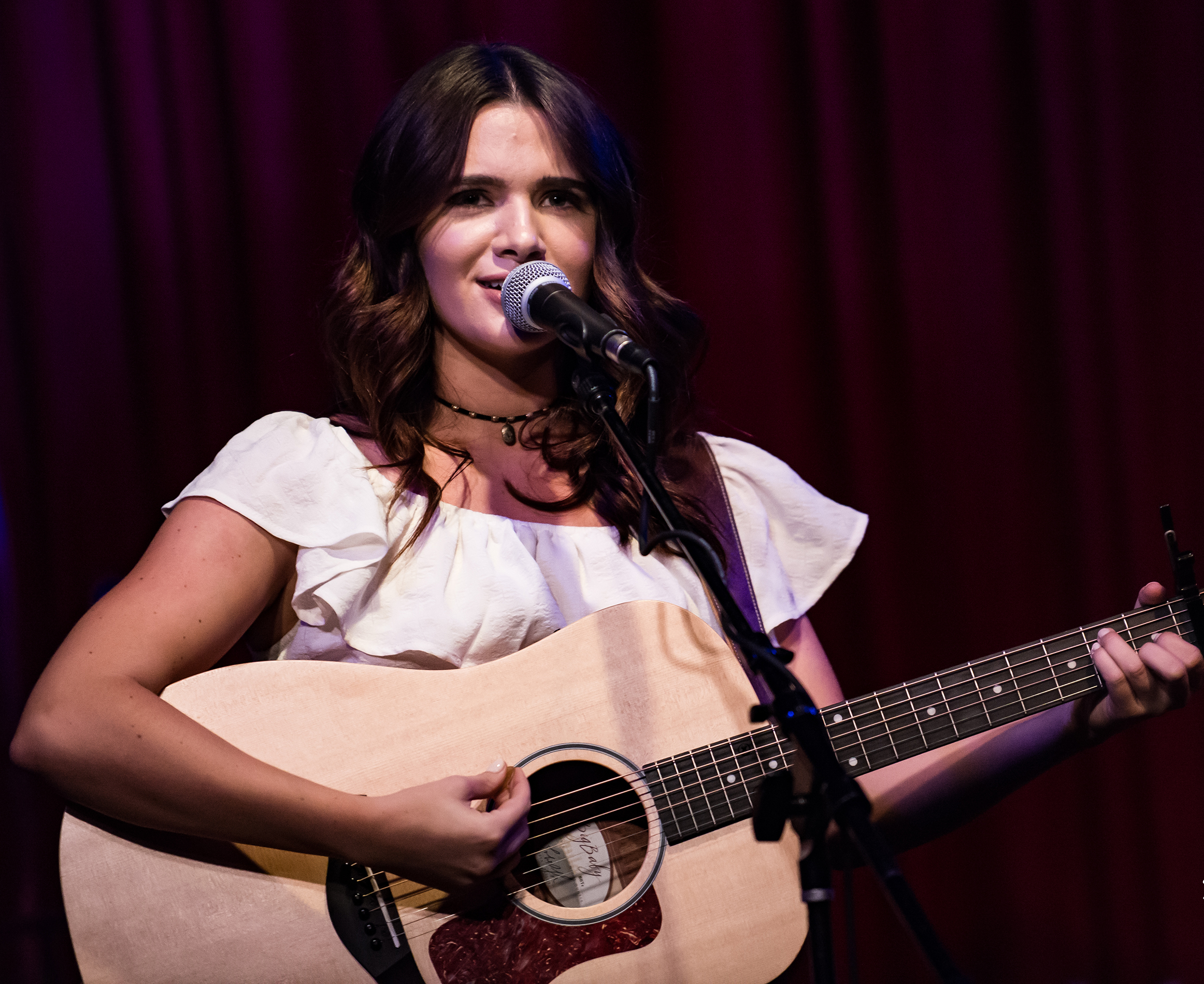
Stevens performing in 2016

Після її виходу із шоу Стівенс кілька разів виступала на ток-шоу. 16 квітня 2010 року вона з'явилася на Шоу Елен Дедженерес, де виконала «Over the Rainbow». Стівенс також з'явиламь на Пізньому шоу з Девідом Леттерманом разом з Ендрю Гарсією, де вони заспівали «Superhuman» Кріса Брауна та Кері Гілсон. Вони з Гарсією з'явилися на шоу Венді Вільямс, де вона виконала «Big Girls Don't Cry».
Станом на початок листопада 2010 року вона написала 9 пісень. Стівенс була запрошеною виконавицею на Ídolos Portugal 12 грудня 2010 року, де вона заспівала «[✓All I Want for Christmas Is You]]» Мерайї Кері. У червні 2012 року Стівенс зіграла головну роль у YouTube-сенсації Тодріка Холла «Краса і ритм».
Стівенс зіграла Надію МакКоннелл у фільмі «Поп-опера» у відродженні Лос-Анджелеса 2013 року.
Вона виграла роль Карми Ешкрофт у фільмі «Фальсифікація», прем'єра якого відбулася 22 квітня 2014 року. У 2015 році Стівенс отримала роль Ліндсі Віллоуз у телесеріалі CSI: Місце злочину".
У 2015 році Стівенс виконала роль Кетрін Мертейл у фільмі « Жорстокі наміри: мюзикл 90-х» у Лос-Анджелесі.
У 2016 році Стівенс отримала роль Джейн Слоун у фільмі «Жирний шрифт», прем'єра якого відбулася 20 червня 2017 року та тривала п'ять сезонів.

## Особисте життя
У жовтні 2019 року Стівенс вийшла заміж за музиканта Пола ДіДжованні після понад п'яти років стосунків. Пара проживає в Нашвіллі, Теннессі. Їхня перша дитина народилася в лютому 2023 року.

## Фільмографія
| Рік       |   | Українська назва     | Оригінальна назва              | Роль           |
| --------- | - | -------------------- | ------------------------------ | -------------- |
| 2010      | с | American Idol        | American Idol                  | грає саму себе |
| 2013      | ф | Поп-опера            | Bare: A Pop Opera              | Надя МакКонелл |
| 2014      | ф | Друзі і римляни      | Friends and Romans             | Майя ДеМайо    |
| 2014—2016 | с | Фальсифікація        | Faking It                      | Карма Ашкрофт  |
| 2015      | с | Я принесу незручного | l Bring the Awkward            | Алексіс Мартін |
| 2015      | с | CSI: Місце злочину   | CSI: Crime Scene Investigation | Ліндсі Віллоуз |
| 2017—2021 | с | Жирний шрифт         | The Bold Type                  | Джейн Слоун    |
| 2022      | с | CSI: Вегас           | CSI: Vegas                     | Ліндсі Віллоуз |
| 2023      | с | Острів фантазій      | Fantasy Island                 | Гвен           |